# Ужгородсько-Хустська єпархія ПЦУ
Ужгородсько-Хустська єпархія — єпархія Православної Церкви України, що охоплює частину парафій Закарпатської області.

## Історія
Раніше була складовою структур УПЦ-КП та Ужгородсько-Закарпатської єпархії УАПЦ, що існувала до 2018 року. Охоплювала частину парафій Закарпатської області. 
Інша частина входила до Карпатської єпархії УАПЦ.

### Єпископи
- 1990—1991 Володимир (Романюк), єпископ Ужгородський і Виноградівський → Українська православна церква Київського патріархату
- 2014— Кирило (Михайлюк), єпископ Ужгородський і Хустський (раніше іменувався, як Ужгородський і Закарпатський)

## Структура
1. Кафедральний Храм Собору Славних та Всехвальних Дванадцяти Апостолів, м. Ужгород. 
Священнослужителями в 2017 році були: єпископ Кирило (Михайлюк), обласний благочинний протоієрей Віктор Аврамчук, протоієрей Василь Бритвак, ієрей Тарас Пень. 
До них у 2015 році служили: митрофорний протоієрей Володимир Федів, схіігумен Сергій, ієромонах Аліпій (помер у 2016 році), благочинний м. Ужгород та діловод єпархії протоієрей Валерій Велегіцький.
2. Храм св. влмч. Димитрія Солунського, м. Чоп - будується з 2017 року, настоятелем служить протоієрей Валерій Фозикош.
3. Храми в м. Тячів та селі Терново - настоятелем служить протоієрей Іоанн Рошканюк, благочинний Тячівського округу.
4. Храм у с. Кобилецька Поляна, настоятель - Гота Іван Іванович, з 2016 року секретар Закарпатської єпархії УАПЦ.
5. Храм у м. Свалява, настоятель з 2015 року - благочинний протоієрей Михаїл Немеш.
6. Храм у селищі Воловець, настоятель з 2015 року - благочинний ієрей Василь Корсак.
Священики Валерій Велегіцький та Віктор Аврамчук згодом у 2016 році перейшли з УАПЦ назад до УПЦ-КП, але Велегіцький, врешті-решт, повернувся у юрисдикцію Кирила.
26 серпня 2015 року владика Варсонофій виступив з заявою проти Кирила (Михайлюка), в якій говорилося наступне:
"Представники УАПЦ, не зареєстрованої на території Закарпаття, так званої "Закарпатської єпархії УАПЦ" - керівник Михайлюк Михайло Ілярович ( колись єпископ Кирил) та їх представник Валерій Фозикош, спробували силоміць захопити не закінчений у будові Храм в честь Петра і Павла УПЦ КП, в м. Іршава -законодавчо відсіч ми їм дали, але вони, як той персонаж з мультфільму Карлсон -"обіцяли завтра повернутись" з силою та бітами) Чекаємо з молитвою... Просимо Бога, щоб Він їх врозумив.... Прикро , що представники УАПЦ не розуміють, що коли нема права власності їхнього - нічого не отримають))) З нами , слава Богу, громада та Бог... А чому Бог... Та тому, що Він там де правда.... Моліться за нас". .
Станом на 2024 рік, в єпархії, крім колишнього "мойсеївця" Валерія Велегіцького (рукоположеного в сан ієрея у 2005 році в юрисдикції Мойсея Кулика, в УАПЦ-Канонічній), служили також протоієреї Василь Бритвак, Дмитро Попович, Роман Півторак та Іван Дяків.

## Навчальний заклад
Досить відомим діячем у юрисдикції Кирила (Михайлюка) став ігумен, далі архімандрит Никон (Бандурович Іван Михайлович, народився 19 червня 1987 року), який раніше з 2006 року був священнослужителем Прикарпатської єпархії «Автономної УПЦ Америки» в юрисдикції єпископа Даниїла (Кудибіна), настоятеля Долинського Ново-Манявського монастиря, з чернечим іменем Іларій. У 2013 році прийняв новий, "канонічний" постриг в УПЦ-КП, у 2016 році заснував Свято-Юріївську парафію УПЦ-КП в селищі міського типу Міжгір'я, та "Долинське священиче православне братство святого апостола Андрія Первозванного" у м. Долина. 
Також у 2016 році заснував і очолив "Інститут теології блаженного Августина" у м. Долина, як духовний навчальний навчальний заклад, що, хоча і розташовувався територіально у Івано-Франкіській області, але перебував у 2016-2018 роках у підпорядкуванні Ужгородсько-Закарпатської єпархії УАПЦ під керівництвом владики Кирила (Михайлюка). 
15 вересня 2017 році в цьому інституті відбувся захист та урочисте вручення дипломів випускникам. В цьому дійстві взяли участь ректор "Інституту теології блаженного Августина" архімандрит Никон (Бандурович), проректор - протоієрей Богдан Никорович, та ігумен Спиридон (Дудин) - інспектор інституту. 
Сам Никон у 2016-2018 роках числився, як благочинний Міжгірського округу Закарпатської єпархії УАПЦ. Далі, вже у 2018 році долучився до кліру Карпатської єпархії УАПЦ, очоливши парафію УАПЦ на честь Трьох Святителів у м. Свалява.

## Чернецтво
За даними церковного календаря ПЦУ на 2024 рік, в єпархії діють Кирилівський чоловічий монастир у селі Оноківці під керівництвом Антонія (Хвіца), та Пантелеймонівський чоловічий монастир у селі Нересниця під керівництвом Фадея (Савко); також вказаний і жіночий монастир на честь святих Костянтина і Олени в селі Калини Тячівського району, без зазначення настоятельки.
У селі Нересниця ще з 17 травня 2017 року була зареєстрована парафіяльна громада УАПЦ на честь св. Пантелеймона. Очевидно, саме на її основі й виник монастир.
Інші два монастиря поки що діють без офіційної юридичної реєстрації.